# Sione Tuipulotu
Sione Tuipulotu (Città di Frankston, 12 febbraio 1997) è un rugbista a 15 scozzese, che gioca nel ruolo di tre quarti centro con i Glasgow Warriors.

## Biografia
Cresciuto in Australia, dove giocò con diverse squadre e franchise di Super Rugby, passando diverse stagioni in Giappone in League One, si trasferì allo Glasgow Warriorsnel 2021.
Fu convocato con la Scozia nell'autunno 2021, debuttando in nazionale scozzese il 30 ottobre.
In maggio 2025 Andy Farrell lo incluse nel gruppo dei British and Irish Lions per il tour in Australia.